# Schloss Wildenwart

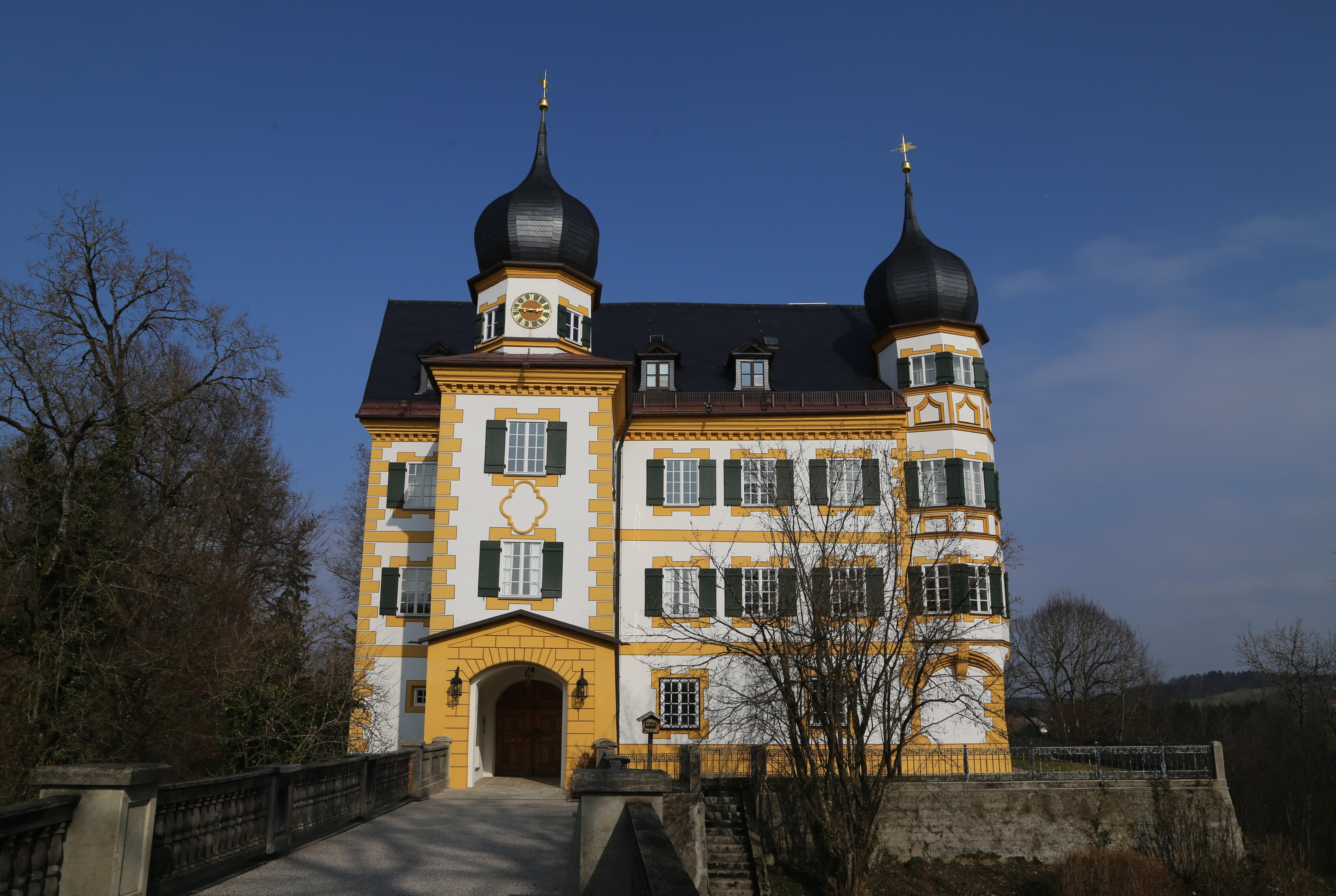
Schloss Wildenwart

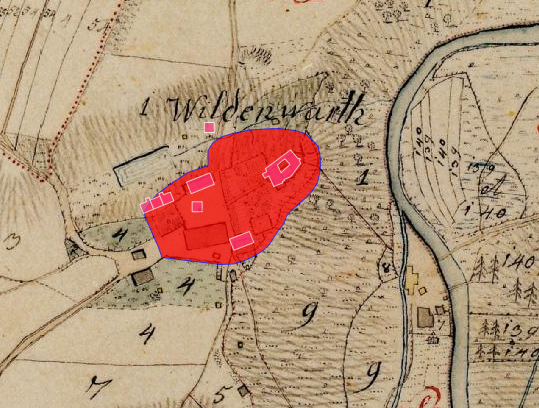
Lageplan von Schloss Wildenwart auf dem Urkataster von Bayern

Das Schloss Wildenwart (auch Wildenwarth) liegt in Wildenwart in der Gemeinde Frasdorf im Chiemgau, hoch über dem Tal der Prien. Die Anlage ist unter der Aktennummer D-1-87-132-76 als denkmalgeschütztes Baudenkmal von Wildenwart verzeichnet. Ebenso wird sie als Bodendenkmal unter der Aktennummer D-1-8139-0041 im Bayernatlas als „untertägige mittelalterliche und frühneuzeitliche Befunde im Bereich von Schloss Wildenwart und seiner Vorgängerbauten mit zugehörigem Wirtschaftshof“ geführt.

## Geschichte

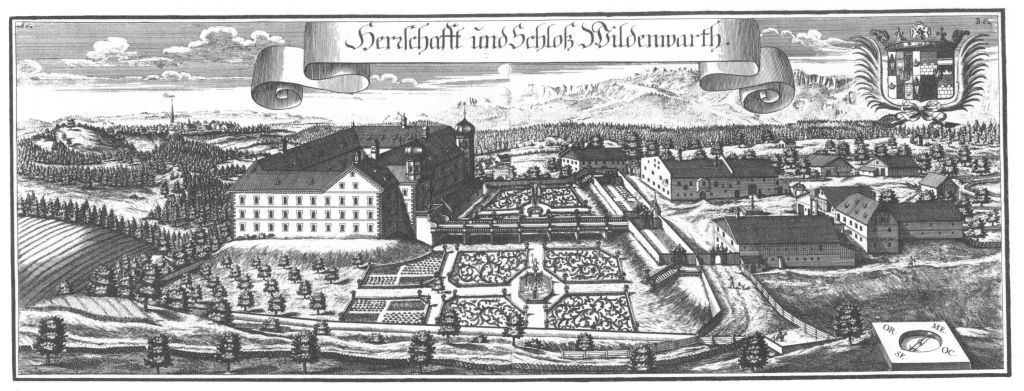
Schloss Wildenwart nach einem Kupferstich von Michael Wening von 1721

Die Vorläufer-Burg des Schlosses entstand im 12. Jahrhundert zur Sicherung des Prienübergangs bei Prutdorf. Erbauer waren um 1135 die Herren von Greimharting. Es folgten die Herren von Falkenstein und die Herren von Wildenwart, die im 15. Jahrhundert ausstarben. Die bis 1806 mit der Hochgerichtsbarkeit ausgestattete Herrschaft Wildenwart fiel an die Herzöge von Bayern-Landshut. Es folgten die Freiherren von Freyberg und 1610 die von Schurff.
Schloss Wildenwart erhielt seine jetzige Form als Vierflügelanlage mit Eckturm um einen mit Arkaden geschlossenen Innenhof um 1600. Im Graben der ehemaligen Burg wurde zu dieser Zeit eine Gartenanlage angelegt. Christoph Dismas von Schurff, Freiherr zu Hohenaschau und Wildenwart, war während des bayerischen Volksaufstandes 1705 Herr der Herrschaft Hohenaschau und der Herrschaft Wildenwart. Die Freiherren von Schurff genannt von Tann verkauften die beiden Herrschaften 1771 an die Grafen von Preysing. 
Schloss Wildenwart wurde im Jahr 1862 von Erzherzog Franz V. von Modena-Este und seiner Frau Adelgunde von Bayern, einer Schwester des Königs Maximilian II. und des späteren Prinzregenten Luitpold, erworben. Das Ehepaar Modena starb kinderlos, sodass der Besitz auf dem Erbweg schließlich in den Besitz der bayerischen Königsfamilie kam.

## Ende der Monarchie
Im November 1918 traf sich die bayerische Königsfamilie, darunter auch Ludwig III., nach der Flucht aus München infolge der Übernahme der Macht durch die Revolutionsregierung zunächst auf Schloss Wildenwart, das die neue Heimat für die Familie der Wittelsbacher werden sollte.
Die letzte bayerische Königin Marie Therese starb hier zu Beginn des Jahres 1919 und wurde in der hauseigenen Kapelle aufgebahrt. Im April 1920 kehrte Ludwig aus seinem Schweizer Exil hierher zurück, wo er in der Folge den größten Teil seines Lebensabends verbrachte. 
Seine Tochter Wiltrud blieb bis zu ihrer Heirat 1924 in Wildenwart, später als Witwe hielt sie sich ebenfalls immer wieder im Schloss auf.
Nach dem Tod Ludwigs auf Schloss Nádasdy in Sárvár (Westungarn) am 18. Oktober 1921 wurde sein Leichnam elf Tage später mit der Eisenbahn nach Bayern überführt. Tausende Menschen huldigten dem toten König, mit einem Vierspänner und begleitet von zahlreichen Vereinsabordnungen wurde der Sarg nach Wildenwart gebracht. In der dortigen Schlosskapelle wurde das letzte bayerische Königspaar bis zur Überführung nach München am 4. November 1921 aufgebahrt.
Zwei Töchter des Königs, Hildegard († 1948) und Helmtrud († 1977), wohnten bis zu ihrem Tode im Schloss. 1944 starb hier auch Maria Josepha von Sachsen, die Mutter des letzten Kaisers von Österreich. 
Nach einer Generalrenovierung zog 1979 Max Herzog in Bayern, Oberhaupt der Linie der Herzöge in Bayern und als Urenkel von Ludwig III. zweiter Mann im Hause Wittelsbach nach seinem Bruder Franz, mit seiner Familie in das Schloss.